# مسجد جامع فهرج
مسجد جامع فهرج یا مسجد امام حسن مسجدی متعلّق به صدر اسلام است که در فهرج قرار دارد. این اثر در تاریخ ۳۰ آذر ۱۳۴۹ با شمارهٔ ثبت ۹۰۶ در فهرست آثار ملی ایران ثبت شده‌است.

## پیشینه
ساخت مسجد جامع فهرج به نیمۀ اول قرن اول هجری برمی گردد، اما ساختمان اصلی بنا از آثار دوره ساسانیان بوده که با ورود اسلام و در اصل زمان خلافت عمر به مسجد تبدیل شده است.  این مسجد، تنها مسجدی در جهان اسلام با قدمت زیاد است که ساختمان آن از ابتدا تا کنون تغییری نکرده‌است. مسجد از نوع شبستانی و فاقد ایوان است. اگرچه بین باستان شناسان اختلاف نظر وجود دارد اما ظاهراً مسجد جامع فهرج قدیمی‌ترین مسجد ایران است.البته مسجد جامع سراوان (دزک)  در استان سیستان وبلوچستان نیز درهمین دوره ساخته شده است
هرچند برخی مسجد تاریخانه دامغان را قدیمی‌ترین مسجد ایران می‌دانند. در حال حاضر مسجد تاریخانه صرفاً کاربرد بازدید و گردشگری دارد اما در مسجد جامع فهرج کماکان نماز خوانده می‌شود.

## معماری
هشت ستون بزرگ، شبستان کوچک و شکل بنا، یادآور ساختمان‌های دوره ساسانی است. مناره گلی نه چندان بلند مسجد در قرن سوم به بنای اصلی اضافه شده‌است، که در عین حال راه دسترسی به پشت بام هم هست. این مسجد، همچون بسیاری دیگر از مساجد جامع دارای درهای ورودی متعدد است.
در داخل مسجد هیچ اثری از محراب، گنبد، کتیبه، کاشیکاری و سایر صنایع مرسوم در ساخت مسجدهای دوره‌های بعدی نیست.

## نگارخانه

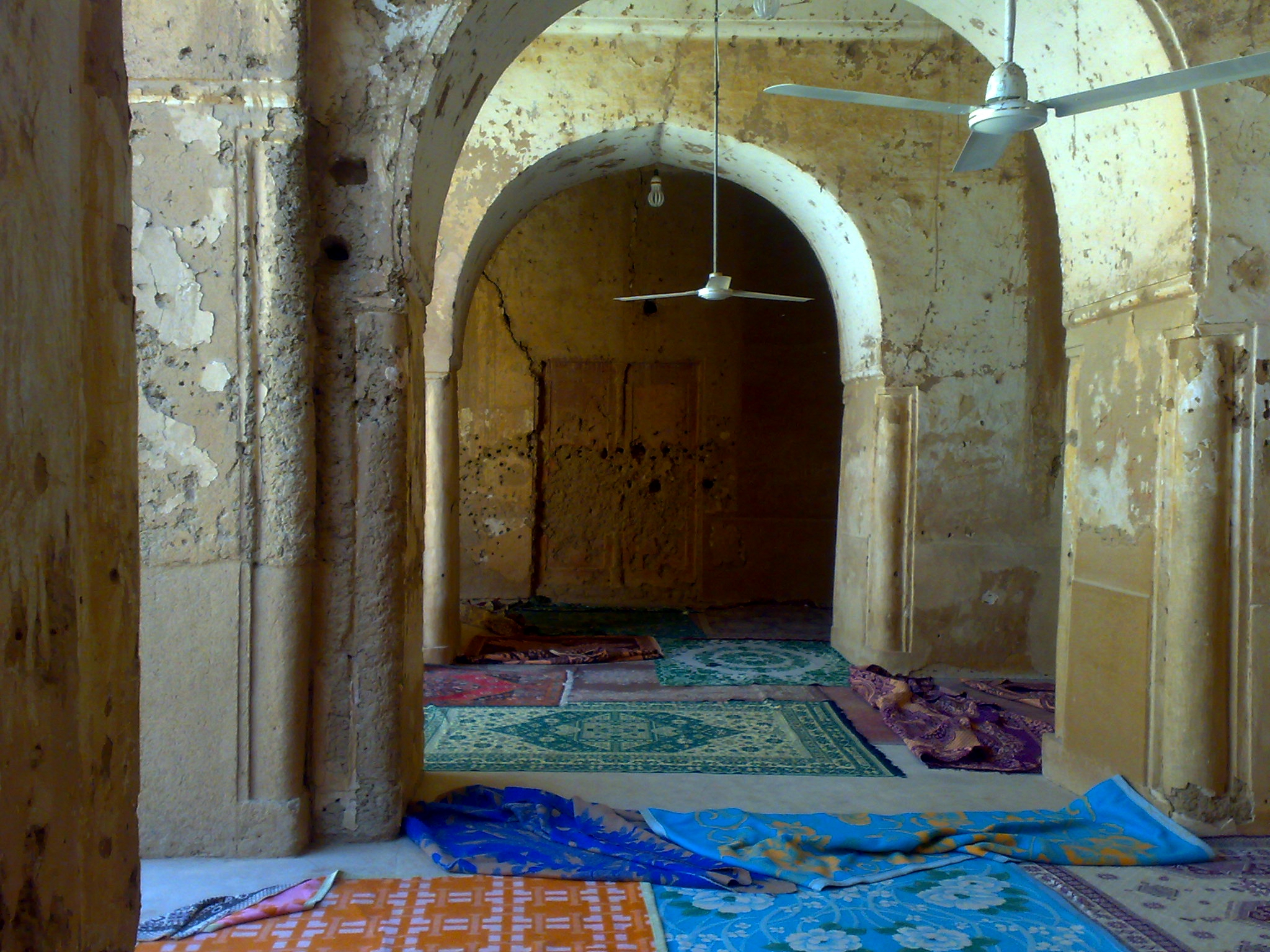
شبستان مسجد جامع فهرج
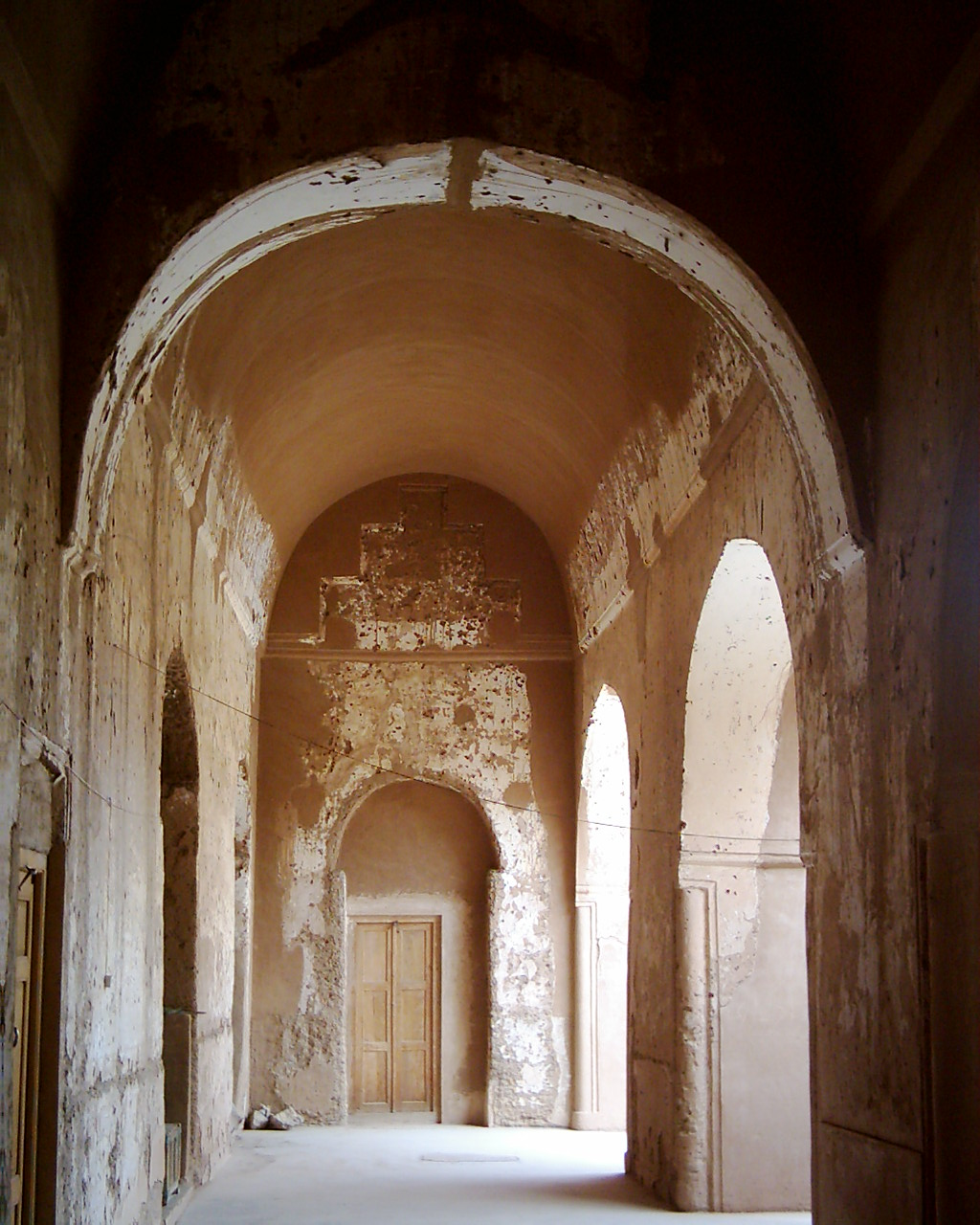
شبستان مسجد جامع فهرج
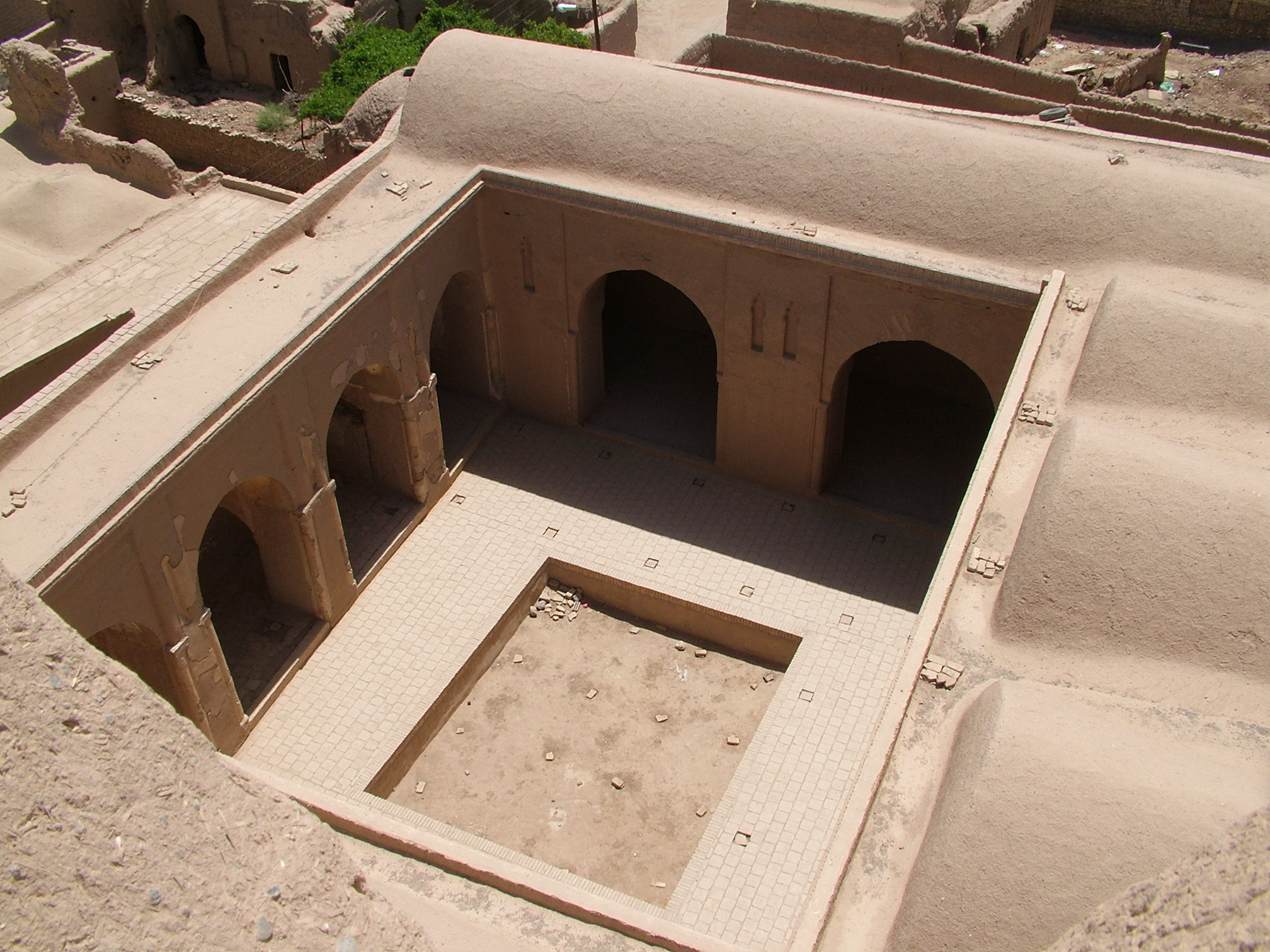
حیاط مسجد جامع فهرج
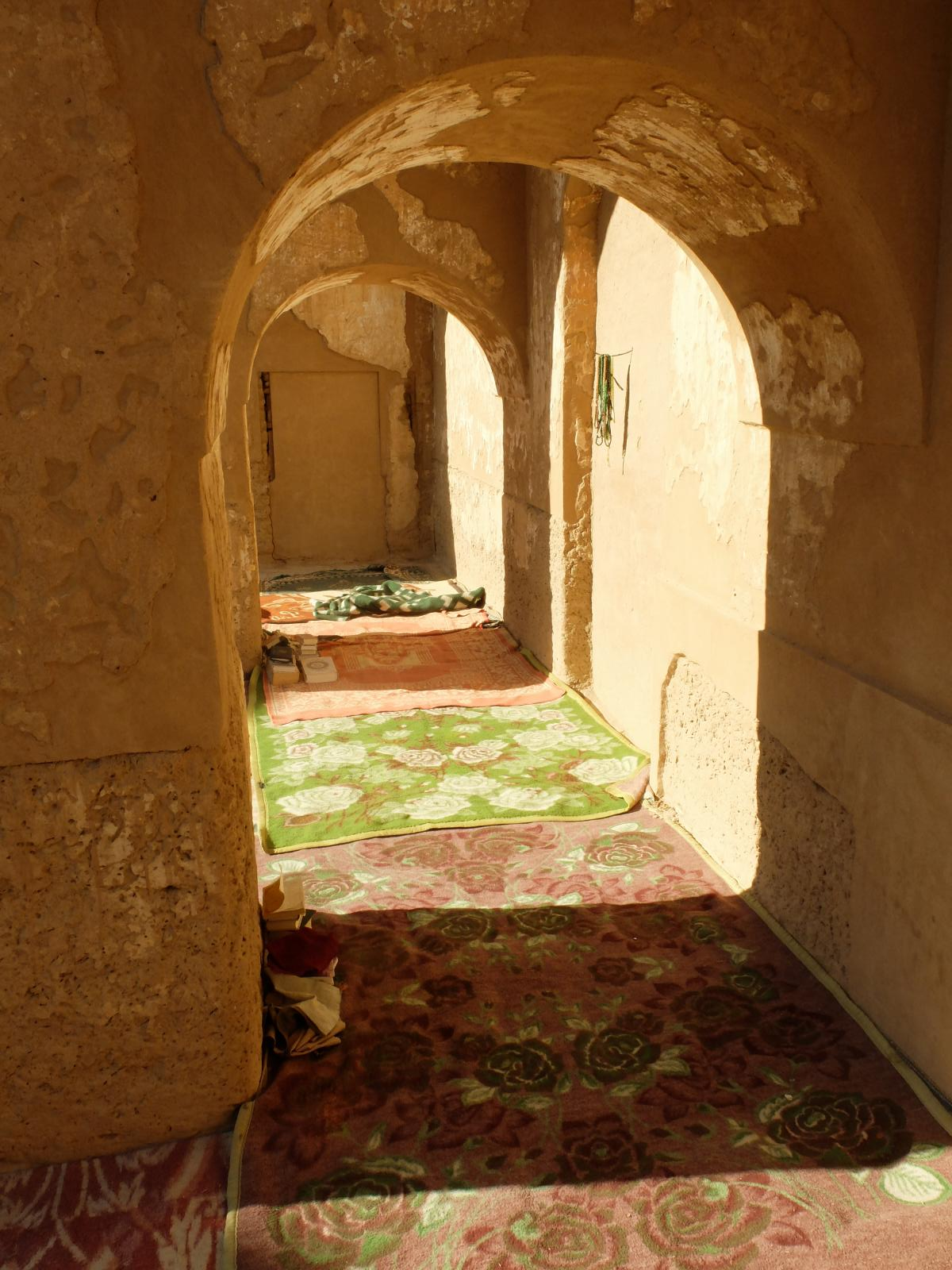
شبستان مسجد جامع فهرج
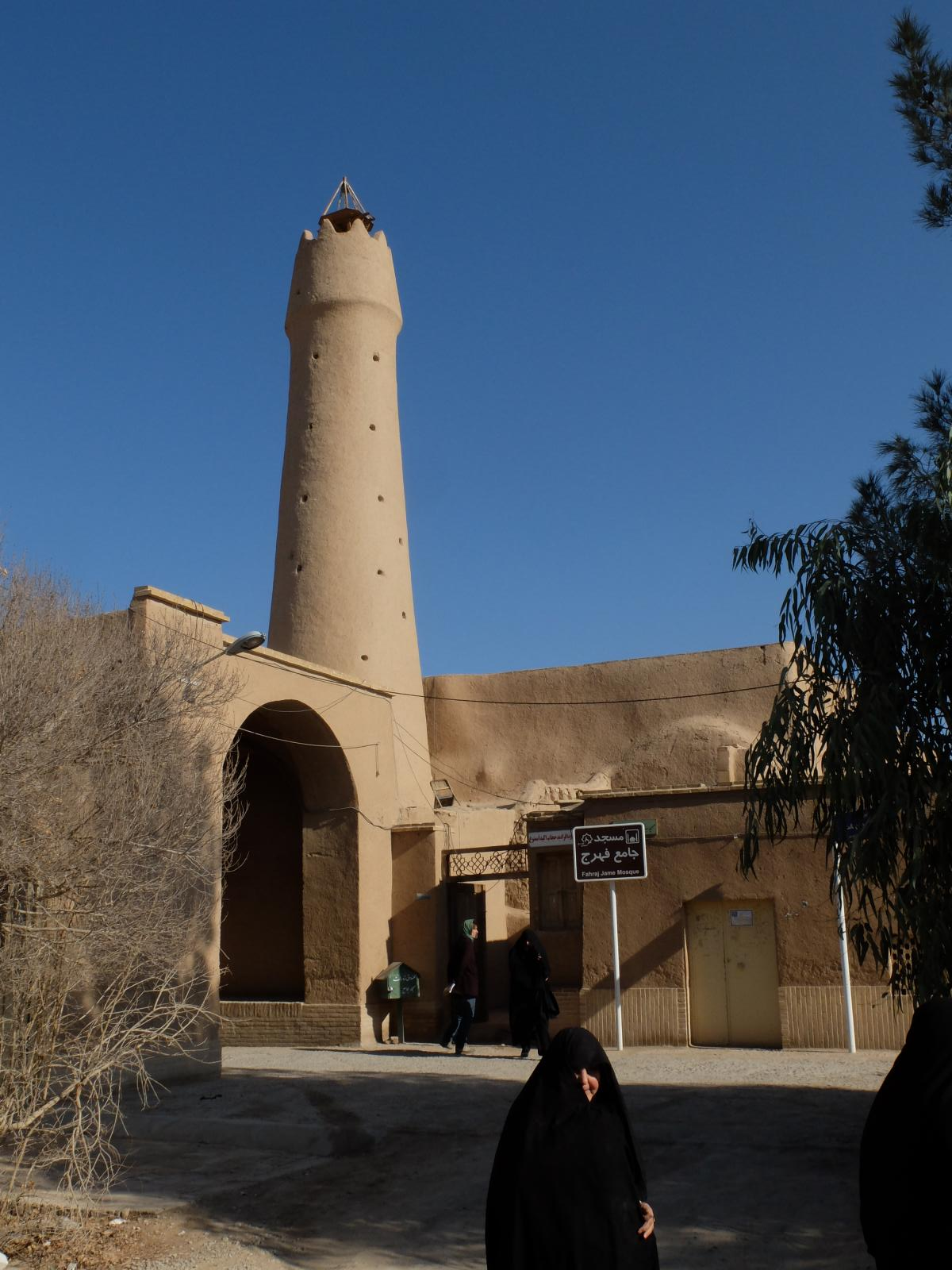
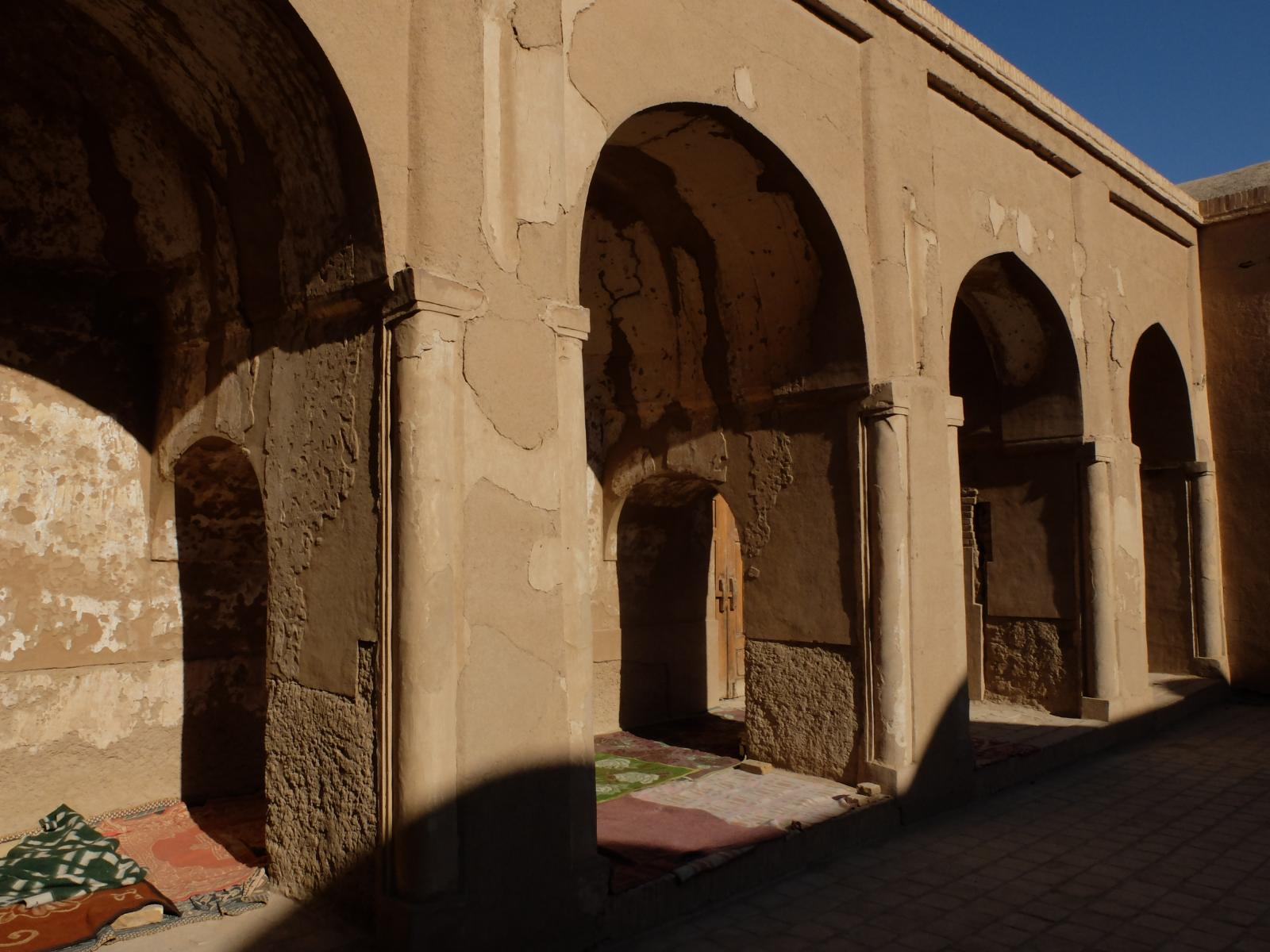